# Rodion Gataullin
Rodion Gataullin, (russe: Родио́н Гатау́ллин, né le 23 novembre 1965 à Tachkent (Union soviétique, aujourd'hui Ouzbékistan), est un athlète soviétique, pratiquant le saut à la perche. Le 22 janvier 1989 à Saint-Pétersbourg, il devient le premier athlète à franchir la barre des six mètres en salle.

## Biographie
Né à Tachkent mais d'origine tatare, il représente l'Union soviétique (son record de 6,00 m à Tokyo en 1989 est donc un record national ouzbek) mais opte pour la nationalité russe par la suite.
Ses sauts à plus de 6 mètres :
- 6,00 m, en salle à Saint-Pétersbourg (Russie) 22 janvier 1989
- 6,02 m, en salle à Gomel (Biélorussie) 4 février 1989
- 6,00 m, en plein air à Tokyo (Japon) 16 septembre 1989
- 6,00 m, en salle à Moscou (Russie) 2 février 1993
- 6,00 m, en salle à Liévin (France) 13 février 1993
- 6,00 m, en plein air à Rome (Italie) 27 juin 1993
- 6,00 m, en plein air à Helsinki (Finlande) 11 août 1994

Sa fille Aksana Gataullina remporte les championnats d'Europe juniors 2019 dans la même discipline en tant qu'Athlète neutre autorisé (ANA). Interdite de réaliser le tour d'honneur avec le drapeau russe, elle attire l’œil en utilisant à la place sa serviette de compétition.

## Palmarès
| Année | Compétition                    | Lieu     | Place | Hauteur |
| ----- | ------------------------------ | -------- | ----- | ------- |
| 1985  | Universiade                    | Kōbe     | 1er   | 5,75 m  |
| 1987  | Universiade                    | Zagreb   | 2e    |         |
| 1987  | Championnats du monde          | Rome     | 3e    | 5,80 m  |
| 1988  | Championnats d'Europe en salle | Budapest | 1er   | 5,75 m  |
| 1988  | Jeux olympiques                | Séoul    | 2e    | 5,85 m  |
| 1989  | Championnats du monde en salle | Budapest | 1er   | 5,85 m  |
| 1990  | Championnats d'Europe en salle | Glasgow  | 1er   | 5,80 m  |
| 1990  | Goodwill Games                 | Seattle  | 1er   | 5,92 m  |
| 1990  | Championnats d'Europe          | Split    | 1er   | 5,85 m  |
| 1991  | Championnats du monde          | Tokyo    | 4e    | 5,85 m  |
| 1993  | Championnats du monde en salle | Toronto  | 1er   | 5,90 m  |
| 1994  | Championnats d'Europe          | Helsinki | 1er   | 6,00 m  |

## Records
| Épreuve          | Épreuve   | Performance | Lieu                | Date                                        |
| ---------------- | --------- | ----------- | ------------------- | ------------------------------------------- |
| Saut à la perche | Plein air | 6,00 m      | Tokyo Rome Helsinki | 16 septembre 1989 27 juin 1993 11 août 1994 |
| Saut à la perche | Salle     | 6,02 m      | Gomel               | 4 février 1989                              |